# Deux Automnes à Paris
 (mai 2021).
La mise en forme du texte ne suit pas les recommandations de Wikipédia : il faut le « wikifier ».
Les points d'amélioration suivants sont les cas les plus fréquents :
- Les titres sont pré-formatés par le logiciel. Ils ne sont ni en capitales, ni en gras.
- Le texte ne doit pas être écrit en capitales (les noms de famille non plus), ni en gras, ni en italique, ni en « petit »…
- Le gras n'est utilisé que pour surligner le titre de l'article dans l'introduction, une seule fois.
- L'italique est rarement utilisé : mots en langue étrangère, titres d'œuvres, noms de bateaux, etc.
- Les citations ne sont pas en italique mais en corps de texte normal. Elles sont entourées par des guillemets français : « et ».
- Les listes à puces sont à éviter, des paragraphes rédigés étant largement préférés. Les tableaux sont à réserver à la présentation de données structurées (résultats, etc.).
- Les appels de note de bas de page (petits chiffres en exposant, introduits par l'outil «  Source ») sont à placer entre la fin de phrase et le point final[comme ça].
- Les liens internes (vers d'autres articles de Wikipédia) sont à choisir avec parcimonie. Créez des liens vers des articles approfondissant le sujet. Les termes génériques sans rapport avec le sujet sont à éviter, ainsi que les répétitions de liens vers un même terme.
- Les liens externes sont à placer uniquement dans une section « Liens externes », à la fin de l'article. Ces liens sont à choisir avec parcimonie suivant les règles définies. Si un lien sert de source à l'article, son insertion dans le texte est à faire par les notes de bas de page.
- La présentation des références doit suivre les conventions bibliographiques. Il est recommandé d'utiliser les modèles {{Ouvrage}}, {{Chapitre}}, {{Article}}, {{Lien web}} et/ou {{Bibliographie}}. Le mode d'édition visuel peut mettre en forme automatiquement les références.
- Insérer une infobox (cadre d'informations à droite) n'est pas obligatoire pour parachever la mise en page.

Pour une aide détaillée, merci de consulter Aide:Wikification.
Si vous pensez que ces points ont été résolus, vous pouvez retirer ce bandeau et améliorer la mise en forme d'un autre article.
Pour plus de détails, voir Fiche technique et Distribution.
Deux Automnes à Paris est un film dramatique vénézuélien de la réalisatrice vénézuélienne Gibelys Coronado, adapté du roman éponyme de l’écrivain Francisco Villarroel,. 
La première du film a eu lieu au Festival du film de Bogota, le 16 octobre 2019. Le film a été présenté pour la première fois au Venezuela, lors de la conférence de presse de Miradas Diversas – 1er. Human Rights Film Festival, le 27 novembre 2019.  Elle a été présentée lors de la cérémonie d’ouverture du Festival international du film de Guayaquil, le 19 septembre 2020,,,,,. 
Depuis septembre 2021, après sa première commerciale en salles, le film est disponible pour l'Amérique latine sur Amazon Prime Video.

## Synopsis
Le film raconte l'histoire d'amour de María Teresa (María Antonieta Hidalgo) et Antonio (Slavko Sorman) quand ils étaient jeunes. Plusieurs années après l'histoire d'amour, c'est l'automne et Antonio (Francisco Villarroel) revient à Paris, en ce moment il affronte les souvenirs d'un amour inoubliable qui l'a marqué à jamais et a changé le cours de sa vie. Antonio arrive à Paris invité à donner une conférence sur les droits de l'homme et sur le trajet de l'aéroport à la salle des événements, il reconstitue à chaque instant l'histoire d'amour qu'il a vécue quand il était jeune avec la belle María Teresa, une jeune réfugiée politique paraguayenne  qui a dû fuir son pays pour se sauver de la répression criminelle de la dictature du général sanguinaire Alfredo Stroessner. Au Paraguay, María Teresa était membre d'un groupe politique d'étudiants universitaires, opposé à la dictature.

## Fiche technique
- Titre original : Dos otoños en París
- Titre international anglophone : Two Autumns in Paris
- Réalisation : Gibelys Coronado
- Scénario : Gustavo Michelena et Francisco Villarroel
- Musique : Axel Berasain
- Photographie : Jhonny Febres
- Montage : Daniel Carrillo
- Production : Francisco Villarroel
- Effets spéciaux : Daniel Carrillo
- Société de production : MOB Producciones
- Société de distribution : Cines Unidos
- Pays d'origine :  Venezuela et  Canada
- Langue originale : espagnol, français et guarani
- Genre : thriller politique
- Durée : 100 minutes

## Distribution
- María Antonieta Hidalgo : María Teresa
- Francisco Villarroel : Antonio (vieux)
- Slavko Sorman : Antonio (jeune)
- Raúl Amundaray : ambassadeur
- Sonia Villamizar : mère d'Antonio
- Juan Belgrave : Oswaldo
- Calique Perez : Alex
- Alberto Rowisky : Don Manuel

## Récompenses et distinctions
En 2020, le film a remporté le Festival du Film Méditerranéen de Cannes, a gagné le prix spécial du jury du Eastern Nigeria Film Festival, et a été nommé pour le meilleur long métrage au Toronto Latin American Film Festival, au Villa del Cine Festival à Leyva en Colombie, au 12 Latinuy - Festival international du film latino d'Uruguay, au Festival global du film dominicain et au Festival du film des droits de l'homme en Colombie.